# 오토시베촌
오토시베촌(일본어: 落部村)은 일본 홋카이도 가야베군에 설치되었던 촌이다. 현재의 후타미군 야쿠모정에 해당한다.